# Нестеров, Пётр Иванович
Пётр Ива́нович Не́стеров (17 октября 1943, Ульяновск, РСФСР, СССР — октябрь 2018) — советский хоккеист (хоккей с мячом, хоккей на траве), вратарь, судья.

## Биография
Пётр Нестеров родился 17 октября 1943 года в городе Ульяновск.
Учился в Ульяновском сельскохозяйственном институте с перерывом на армейскую службу.
В детстве занимался в Ульяновске футболом и хоккеем с мячом. С 1958 года играл за ульяновское «Динамо» под руководством тренера Николая Гунина. В составе юношеской сборной Ульяновской области в 1960 и 1961 годах выиграл первенство страны.
В 1969—1976 годах играл за ульяновскую «Волгу» в хоккей с мячом. В 1972 году стал серебряным призёром чемпионата СССР, в 1976 году — бронзовым.
В 1970 году стал победителем Спартакиады народов РСФСР.
Параллельно играл за ульяновскую «Волгу» в хоккей на траве. Трижды становился чемпионом СССР (1970—1971, 1974).
С 1975 года по окончании игровой карьеры стал судьёй. Провёл 150 матчей в высшей лиге чемпионата СССР по хоккею с мячом. В 1980 году судил матчи турнира по хоккею на траве на летних Олимпийских играх в Москве.
Мастер спорта СССР по хоккею с мячом и хоккею на траве. Судья международной категории по хоккею с мячом и хоккею на траве.
Работал в Ульяновске на авиакомплексе.
В последние годы жизни тяжело болел, перенёс два инсульта.
Умер в конце октября 2018 года. Похоронен 1 ноября на Северном кладбище Ульяновска.